# Johnny English se vrací
Johnny English se vrací (v anglickém originále Johnny English Reborn) je dobrodružná filmová komedie z roku 2011 od režiséra Olivera Parkera. Film měl v Česku premiéru 13. října 2011.

## Děj
Příběh vypráví o agentu jménem Johnny English. Ten se po neúspěšné akci v Mosambiku opět vrací do MI7. A zde má také přidělen další úkol – získat klíč k tajné zbrani, kterou lze snadno ovládnout svět. Na scénu přichází nová psycholožka Kate Sumnerová, která se snaží zjistit bližší informace o akci v Mosambiku. Zjistí, že pachatel, který následně zabije prezidenta, je ovládán nějakou látkou. Po střelbě upadá do bezvědomí a umírá na srdeční zástavu. Johnny dostává nové, speciální zbraně a také vozidlo, Rolls Royce 100ex. Ten má spoustu vymožeností a nejednou Englishi zachrání život.

## Obsazení
| Rowan Atkinson      | Johnny English, agent MI7               |
| Dominic West        | Simon Ambrose, agent MI7                |
| Gillian Andersonová | Pegas, velitelka MI7 Pamela Thorntonová |
| Rosamund Pikeová    | Kate Sumnerová, psycholožka             |
| Daniel Kaluuya      | Agent Tucker, pomocník Englishe         |